# Aveny-T
Aveny-T er et dansk teater beliggende på Frederiksberg Allé nummer 102 i København. Teatret blev grundlagt i 1918 under navnet Føniks-Teatret og har siden haft navne some Frederiksberg Teater, Aveny Teatret, Dr. Dantes Aveny, CampX frem til det nuværende Aveny-T. Teatret er beliggende i bygningen Sommerlyst (tidligere navn), tegnet af H.C. Stilling fra 1850, som i 1918 blev ombygget til et teater.
En lang række kendte danske skuespillere har gennem tiden spillet på teatret: Bodil Ipsen, Nikolaj Lie Kaas, Claus Ryskjær, Jimmy Jørgensen, Kaya Brüel, Lars Bom, Lars Brygmann, Ellen Hillingsø, Thure Lindhardt, Mads Mikkelsen, Malene Schwartz, Thomas Bo Larsen og mange flere.
I 2022 fik teatret en ny tilbygning, der skal fungere som et kreativt univers i det københavnske scenekunstlandskab primært for et ungt publikum mellem 15 og 35. Projektet er støttet af A.P. Møllers fond til almene formål.
Aveny-T drives som en erhvervsdrivende fond med Henning Dyremose som formand for bestyrelsen.

## Ældre historie
Den oprindelige teaterbygning var tegnet af arkitekten Harald Conrad Stilling (1815-1891), der bl.a. havde skabt meget af det oprindelige Tivoli. Bygningen blev opført i 1855 i den gamle forlystelseshave Ratzenborg, der fra 1846 havde skiftet navn til Sommerlyst. Bygningen indeholdt koncertsal og i en periode tillige sangerindepavillon. I 1900 købte brødrene Stefansen i fællesskab de to gamle forlystelseshaver på Frederiksberg Allé, Sommerlyst og Alléenberg. De opfører sidebygningen til koncertsalen, pavillonen ”Glasveranda”, hvor der blev solgt smørrebrød og konditorkager. De solgte atter begge forlystelser i 1918, hvorefter det meste af området blev bebygget i perioden frem til 1923.
Den gamle koncertsal, som var tegnet af H.C. Stilling, blev ombygget til teater i 1918, hvor der blev opført farcer, komedier, operetter og revyer. De næste 20 år hed stedet Fønix Teatret, indtil det i 1938 blev omdøbt til Frederiksberg Teater af den nye direktør Svend Melsing, der samtidig gav repertoiret en drejning hen imod det elegante lystspil.
En række direktører fulgte, indtil Stig Lommer overtog teatret i 1957 og omdøbte det til Aveny Teatret. Han ville have kaldt det Avenue, men troede ikke folk kunne udtale det, så valgte derfor at stave det med Y. Teatret kørte imidlertid ikke så godt, så i en periode i 1960'erne, 1964-1967, kom det til at fungere, som spillested for den dengang ny pigtrådsmusik, under navnet Hit House, på initiativ af reklamemanden Povl Parris.
Succesen blev kortvarig, allerede i 1968 lukkede Hit House. I en periode var der bingohal i bygningen, hvorefter den atter kom til at huse teater.

## Nyere historie
Teatret blev i 1982 ombygget til at rumme knap 400 pladser, og der indrettedes både en café og intimscene, Kellerdirk, opkaldt efter den duo, som Kjeld Petersen og Dirch Passer dannede i sidste halvdel af 1950'erne. Malene Schwartz ledede teatret fra 1982 til 1992, de første to sæsoner sammen med Lone Hertz.
I 1992 valgte Det Storkøbenhavnske Teaterfællesskab at overdrage teatret til en ung teatergruppe Dr. Dante fra Allerød, hvor det skiftede navn til Dr. Dantes Aveny frem til til 2001. Derefter blev teatret til Aveny-T, hvor man spillede større musikforestillinger og ny dansk dramatik, under direktion af Ole Bornedal og Jon Stephensen, sidstnævnte alene fra 2004.
I 2007 blev teatret af Københavns Teater lagt sammen med Rialto Teatret under navnet Camp X, frem til 2008. Fra 2009 blev teatret brugt som åben scene under navnet NyAveny, under kunstnerisk ledelse af Mammutteatret. Det blev en periode, hvor det var muligt at opføre forestillinger for teaterproduktioner uden scene og teatret havde ingen fast kunstnerisk profil, men åbnede dørene for næsten alt. Publikum mødte derfor både etablerede turneforestillinger, eksperimenterende produktioner og helt nye talenter.
I 2011 stoppede NyAveny grundet man ikke længere fik bygningen gratis stillet til rådighed, og der var ikke mere teater i bygningen. Det syntes Frederiksberg Kommune dog var synd, og gik ind med økonomisk støtte, så der igen kunne komme teater på Frederiksberg Alle 102. Aveny-T genåbnede i 2012, men kun med en femtedel af den støtte, man havde tidligere havde. Derfor blev Aveny-T også foregangsteater, hvad samarbejde angår, og lavede mange Co-Produktioner bl.a. med Aarhus Teater.
Aveny-T genåbnede i 2012 med Jon Stephensen som teaterchef, ansættelsen ophørte den 27. maj 2022, efter at bestyrelsen havde mistet tilliden til ham. Skuespiller Thomas Levin blev konstitueret teaterdirektør fra den 2. juni 2022 og 1. oktober 2022 tiltrådte Marianne Klint som ny permanent direktør.